# Chris Massoglia
 (décembre 2020).
Si vous disposez d'ouvrages ou d'articles de référence ou si vous connaissez des sites web de qualité traitant du thème abordé ici, merci de compléter l'article en donnant les références utiles à sa vérifiabilité et en les liant à la section « Notes et références ».
Chris Massoglia, né Christopher Paul Massoglia le 29 mars 1992 à Minneapolis au Minnesota, est un acteur américain.

## Biographie
Né à Minneapolis, Chris Massoglia est le fils de Christopher et Karen Massoglia[réf. nécessaire]. Son père est chiropracteur et sa mère, femme au foyer[réf. nécessaire].

## Filmographie

### Cinéma
- 2007 : A Plumm Summer de Caroline Zelder : Elliott Plumm
- 2008 : L'Assistant du vampire (Cirque du Freak: The Vampire's Assistant) de Paul Weitz : Darren Shan
- 2009 : The Hole de Joe Dante : Dane Thompson
- 2010 : Le Secret de Charlie Saint-Cloud (Charlie St. Cloud) de Burr Steers : Sam St. Cloud, plus âgé (scène supprimée)
- 2012 : Wild Hearts de Ricky Schroder : Ryan
- 2021 : Reagan de Sean McNamara : Pat Boone

### Séries télévisées
- 2003 : New York, section criminelle (Law & Order: Criminal Intent) : Sam Connors (saison 3, épisode 9 : Happy Family)
- 2004 : NIH : Alertes médicales (Medical Investigation) : Jack Connor (saison 1, 2 épisodes)
- 2005 : Wanted : Tony Rose (saison 1, 4 épisodes)